# 야나세 사키

야나세 사키 (2017년)

야나세 사키(일본어: 柳瀬 さき やなせ さき[*], 1988년 4월 23일 ~ )는 일본의 그라비아 아이돌이다.

## 프로필
| 야나세 사키 | 야나세 사키                              |
| ----------- | ---------------------------------------- |
| 애칭        | 야나파이 (ヤナパイ)                      |
| 생년월일    | 1988년 4월 23일                          |
| 출신지      | 일본 지바현                              |
| 혈액형      | A형                                      |
| 성좌/지지   | 황소자리/용띠                            |
| 신장        | 152cm                                    |
| 쓰리사이즈  | B100-W65-H89(cm) (I컵) 신발사이즈 22.5cm |
| 데뷔        | 2015년 밀키글래머                        |
| 활동        | 그라비아                                 |
| 특기        | 역전, 농구, 골프                         |
| 소속사      | FORZA RECORD                             |

## 작품 목록
온라인으로 서비스되는 품목은 제외.

### IV
- 2015년 2월　DVD＆BD 「ミルキーグラマー 柳瀬早紀」 (밀키글래머 야나세 사키)
- 2015년 5월　DVD 「やなパイ」 (야나파이)
- 2015년 9월　DVD＆BD 「愛しの女神さま」(사랑의 여신님)
- 2015년 12월　DVD 「in blossom」
- 2016년 3월　DVD＆BD 「やなパイ LOVE♡ミルキートリップ」 (야나파이 LOVE ♡ 밀키트립)
- 2016년 3월　DVD＆BD 「やなパイ LOVE♥プライベートレッスン」 (야나파이 LOVE ♥ 개인레슨)
- 2016년 6월　DVD 「僕の女神さま」 (나의 여신님)
- 2016년 9월　DVD＆BD 「甘いふくらみ」 (달콤하게 부푼)
- 2016년 12월　DVD＆BD 「恋する女神さま 」 (사랑하는 여신님)
- 2016년 12월　DVD＆BD 「やなパイ10ボインと…。」 (야나파이 10보잉과...)
- 2017년 3월　DVD 「やなパイ2」 (야나파이 2)
- 2017년 6월　DVD 「溢れる想い」 (넘치는 마음)
- 2017년 9월　DVD 「いつも笑顔で」 (언제나 웃는 얼굴로)
- 2017년 12월　DVD＆BD 「やなパイ100%!」 (야나파이 100%)
- 2018년 3월　DVD＆BD 「奥さまはやなパイ」 (사모님은 야나파이)
- 2021년 6월　DVD＆BD 「おかえり、やなパイ」 (어서 보 파이)

### 사진집
- 2015년 7월 Blessing (DVD도 수록)
- 2016년 11월 Wet
- 2017년 10월 Goddess!